# Danurejan
Danurejan ist ein Distrikt (Kecamatan) innerhalb der Stadt (Kota) Yogyakarta, die Hauptstadt der gleichnamigen Sonderregion im Süden der Insel Java ist. Der Kecamatan liegt im Zentrum der Stadt und hat fünf andere, interne Distrikte als Nachbarn. Ende 2021 hatte der Distrikt über 100.000 Einwohner auf reichlich einem Quadratkilometer Fläche.

## Verwaltungsgliederung
Der Kecamatan (auch Kêmantrèn genannt) gliedert sich in drei städtische Kelurahan:
| PUM-Code 1    | Kelurahan      | Fläche (km²) | Bevölkerung zur Volkszählung 2 | Bevölkerung zur Volkszählung 2 | Bevölkerung zur Volkszählung 2 | Bevölkerung zur Volkszählung 2 | Bevölkerung zur Volkszählung 2 | Bevölkerung zur Volkszählung 2 | RW/ RT 4 |
| PUM-Code 1    | Kelurahan      | Fläche (km²) | 2000                           | 2010                           | Männer                         | Frauen                         | 2020                           | Dichte 3                       | RW/ RT 4 |
| ------------- | -------------- | ------------ | ------------------------------ | ------------------------------ | ------------------------------ | ------------------------------ | ------------------------------ | ------------------------------ | -------- |
| 34.71.04.1001 | Suryatmajan    | 0,28         | 4.644                          | 4.266                          | 1.999                          | 2.108                          | 4.107                          | 14.667,9                       | 14/43    |
| 34.71.04.1002 | Tegal Panggung | 0,35         | 8.287                          | 7.760                          | 3.991                          | 4.130                          | 8.121                          | 23.202,9                       | 16/66    |
| 34.71.04.1003 | Bausasran      | 0,47         | 6.824                          | 6.316                          | 3.136                          | 3.306                          | 6.442                          | 13.706,4                       | 12/49    |
| 34.71.04      | Kec. Danurejan | 1,10         | 19.755                         | 18.342                         | 9.126                          | 9.544                          | 18.670                         | 16.972,7                       | 42/158   |

## Demographie
Grobeinteilung der Bevölkerung nach Altersgruppen (zum Zensus 2020)
| Altersgruppen | 00Männer | 00Frauen | zusammen |
| ------------- | -------- | -------- | -------- |
| 0–14          | 1.838    | 1.675    | 3.513    |
| 15–64         | 6.581    | 6.865    | 13.446   |
| 65+           | 707      | 1.004    | 1.711    |
| gesamt        | 9.126    | 9.544    | 18.670   |
| anteilig (%)  |          |          |          |
| 0–14          | 20,15    | 17,55    | 18,82    |
| 15–64         | 72,11    | 71,93    | 72,02    |
| 65+           | 7,75     | 10,52    | 9,16     |

### Bevölkerungsentwicklung
In den Ergebnissen der sieben Volkszählungen seit 1961 ist folgende Entwicklung ersichtlich:
| Einheit/Jahr       | 1961         | 1971         | 1980         | 1990         | 2000         | 2010         | 2020         |
| ------------------ | ------------ | ------------ | ------------ | ------------ | ------------ | ------------ | ------------ |
| Kec. Danurejan     | 23.124       | 25.427       | 26.246       | 23.430       | 19.755       | 18.342       | 18.670       |
| Anteil in %        | 7,55         | 7,47         | 6,59         | 5,69         | 4,98         | 4,72         | 5,00         |
| Kota Yogyakarta    | 306.296      | 340.491      | 398.089      | 412.059      | 396.711      | 388.627      | 373.589      |
| Sonderregion DIY00 | 00 2.231.062 | 00 2.487.177 | 00 2.750.025 | 00 2.912.611 | 00 3.120.478 | 00 3.457.491 | 00 3.66.8719 |